# 阿扎内洛
阿扎内洛（義大利語：Azzanello），是意大利克雷莫纳省的一个市镇。总面积11平方公里，人口727人，人口密度66.1人/平方公里（2009年）。国家统计（ISTAT）代码为019004。